# Hypopyra pudens
Hypopyra pudens là một loài bướm đêm trong họ Erebidae.